# Oodinium
Oodinium (también conocido como Piscinoodinium) es un género de dinoflagelados parásitos microscópicos. Viven tanto en agua dulce como salada, causando a los peces la enfermedad de la piel de terciopelo. En el pez se desarrollan unas pequeñísimas manchas de color amarillo oro que parecen espolvoreadas o dispersas en cabeza, aletas y cuerpo. En este momento, la infestación ya es grave. 
El ataque generalmente comienza en las branquias, etapa que es difícil de detectar. El huésped está irritado y con frecuencia nada al azar mientras se roza contra las rocas. Las manchas amarillentas son más perceptibles bajo la luz artificial o del sol. Los síntomas son muy similares a Ichthyophthirius, aunque en Oodinium las manchas son más pequeñas y de color amarillento.
El ciclo de vida de Oodinium comienza como una dinospora que flota en el agua en busca de un huésped. Cuando se adhiere a la piel del huésped, forma una coraza que la protege contra el medio exterior mientras se alimenta de las células de la piel. Esta es la etapa del quiste que se aparece como un polvo que cubre la piel de pez. Después de unos días, el quiste se hunde hasta el fondo, liberando una nueva generación de dinosporas. Y el ciclo se repite. La dinospora debe encontrar un huésped dentro de las siguientes 48 horas, de lo contrario, la dinospora muere.
El tratamiento se realiza mediante una dilución de sales de cobre disponible comercialmente. Las dinosporas son extremadamente vulnerables al cobre. Poniendo la temperatura del agua a 30 °C se contribuye a la liberación de las dinosporas de los quistes.